# Mercey-sur-Saône
Mercey-sur-Saône é uma comuna francesa na região administrativa de Borgonha-Franco-Condado, no departamento de Alto Sona. Estende-se por uma área de 7,69 km². Em 2010 a comuna tinha 135 habitantes (densidade: 17,6 hab./km²).